# 병력수송장갑차

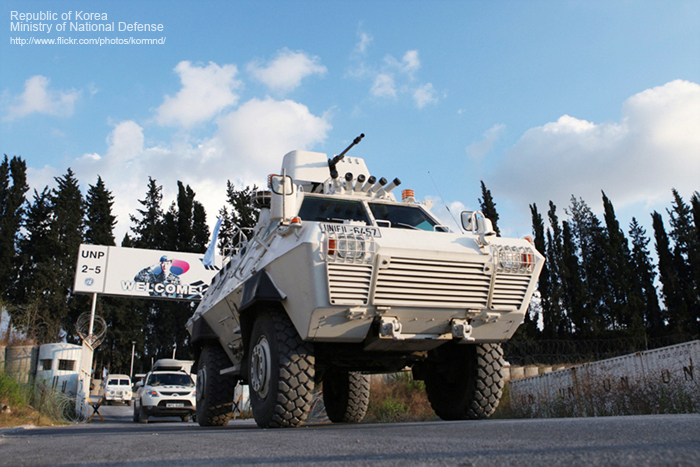
바라쿠다 장갑차

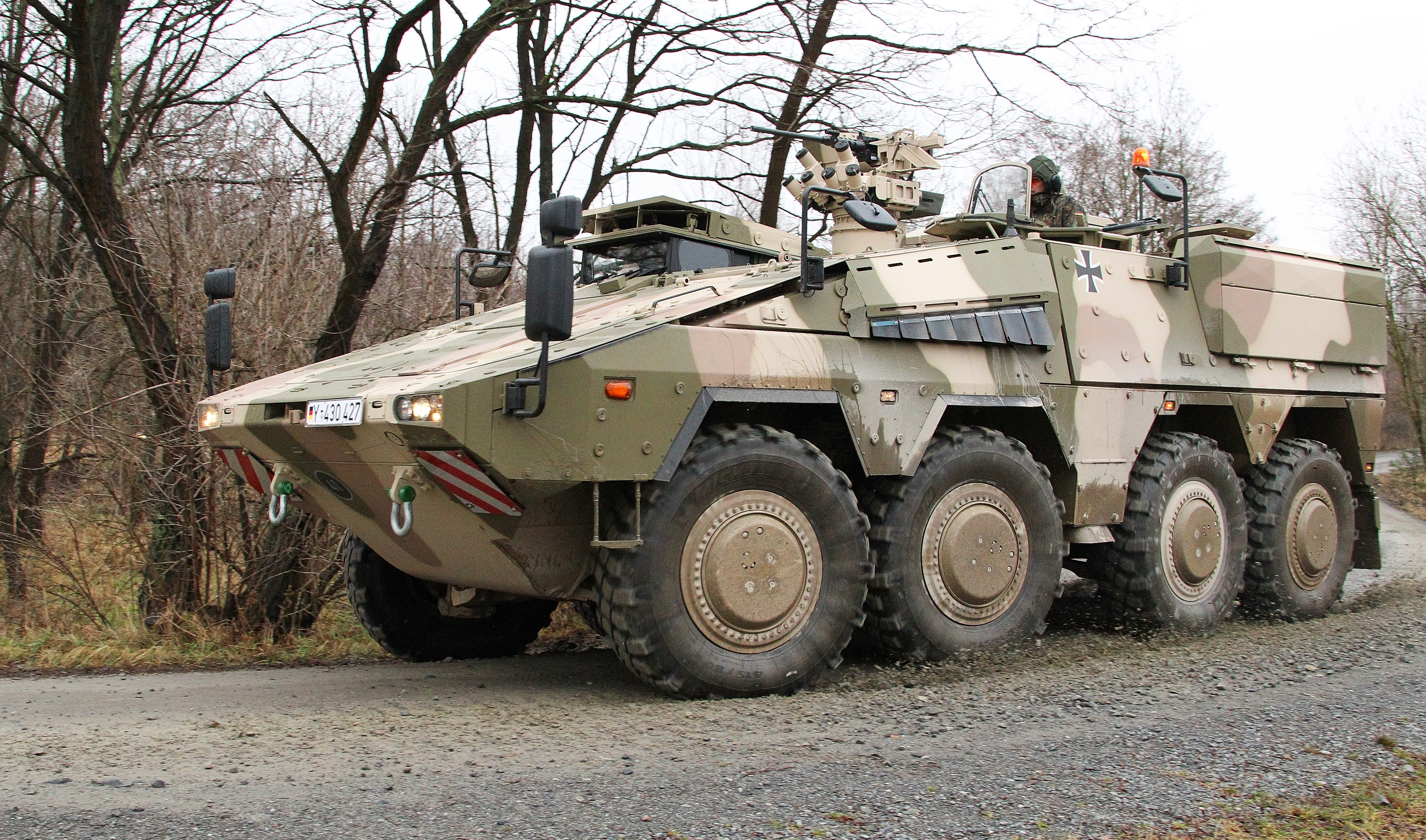
독일 육군의 박서 장갑차의 모습.

병력수송장갑차(兵力輸送裝甲車 영어: Armored personnel carrier, APC 러시아어: Бронетранспортёр, БТР)는 전장으로 보병을 수송하기 위해 개발된 기갑 전투 차량이다. APC는 무반동총, 대전차유도미사일, 박격포와 같은 다양한 화기를 탑재할 수 있지만, 대개 기관총만 무장하는 경우가 많다. APC는 실제 전투에 직접 가담하기 위한 목적으로 개발된 것은 아니며, 포탄 파편이나 매복에 대비하여 병력을 안전하게 전장으로 수송하기 위해 개발되었다. 차체는 소총탄이나 기관총탄, 포탄 파편을 막을 수 있는 정도의 장갑을 둘렀으며, 바퀴 또는 궤도를 가진다. 미합중국의 M113 장갑차, 영국의 FV432 장갑차는 궤도식이며, 프랑스의 VAB 장갑차, 독일과 네덜란드가 공동으로 개발한 박서 다용도장갑차, 구 소련의 BTR 시리즈는 바퀴식이다.

## 역사

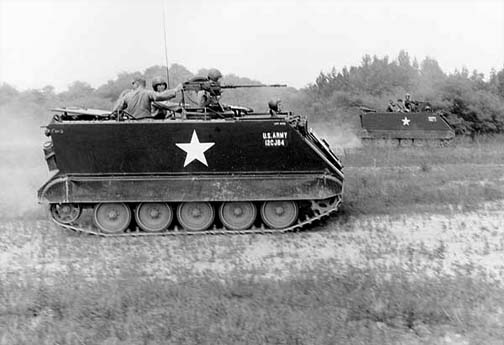
1965년 메릴랜드주 조지 G. 미드 기지에서 정찰 훈련 중인 11 기갑기병연대 소속 M113 장갑차

제2차 세계 대전 중, 전차가 발전할 때 영국의 마크V 전차가 병력 수송을 위해 소규모 승객 탑승구역을 갖도록 설계되었다. 이것을 최초의 병력수송장갑차로 간주하는 경우도 있다. 최초로 특화된 APC는 1918년의 마크IX 전차였다.
제2차 세계 대전 중, 미국의 M3 반궤도 장갑차나 독일의 SdKfz 251같은 반궤도 장갑차가 병력수송장갑차와 유사한 역할을 수행했다. 이 시기에 다른 APC의 선구자는 유니버설 캐리어(Universal Carrier)였다. 때로는 APC는 간단하게 병력을 수송할 수 있는 능력을 갖춘 장갑차였지만, 제2차 세계 대전 이후 기동전술의 수요를 충족시켜주기 위해 특별한 목적을 갖고 개발되었다.
1944년, 캐나다 2 군단 군단장 가이 시몬즈 장군은 72대의 미국제 M7 프리스트 자주포를 병력수송장갑차로 개조하라고 명령했다. M7 자주포는 영국제 오드넌스 QF 25파운드 포로 교체되는 중이었고, 어떻게 할 것인지 향후 계획은 없었다. M7 자주포에서 포는 제거되었고, 그 결과 생긴 빈 구멍은 강철로 막았다. 개조작업을 수행한 정비창은 캥거루라는 암호명을 붙였고, 이 차량은 캥거루라는 이름을 갖게 되었다. 전쟁 후반기에는 캐나다가 개발한 램 전차가 이런 개조 작업의 대부분을 차지했다.
전쟁 이후, 다른 특화된 APC가 개발되었다. 미국은 일련의 궤도 차량을 개발했다. 8만 대가량 만들어진 M113 장갑차가 그것이다. 소비에트 연방은 8륜 장갑차인 BTR-40을 개발했다. 1980년대 후반, 이스라엘은 제2차 세계 대전 당시 캐나다가 그랬던 것처럼 아랍국가들로부터 노획한 T-55를 시가지용 APC로 개조했다. 숱한 시가전의 전훈을 살려 보병을 최대한 안전하게 시가지 전투에서 보호할 수 있도록 개발된 이 APC는 아크자리트라 불리며 세계에서 가장 방어력이 튼튼한 APC가 되었다.
보병 전투차(Infantry Fighting Vehicle, IFV)는 병력수송장갑차의 개념을 발전시킨 것이다.

## 기술

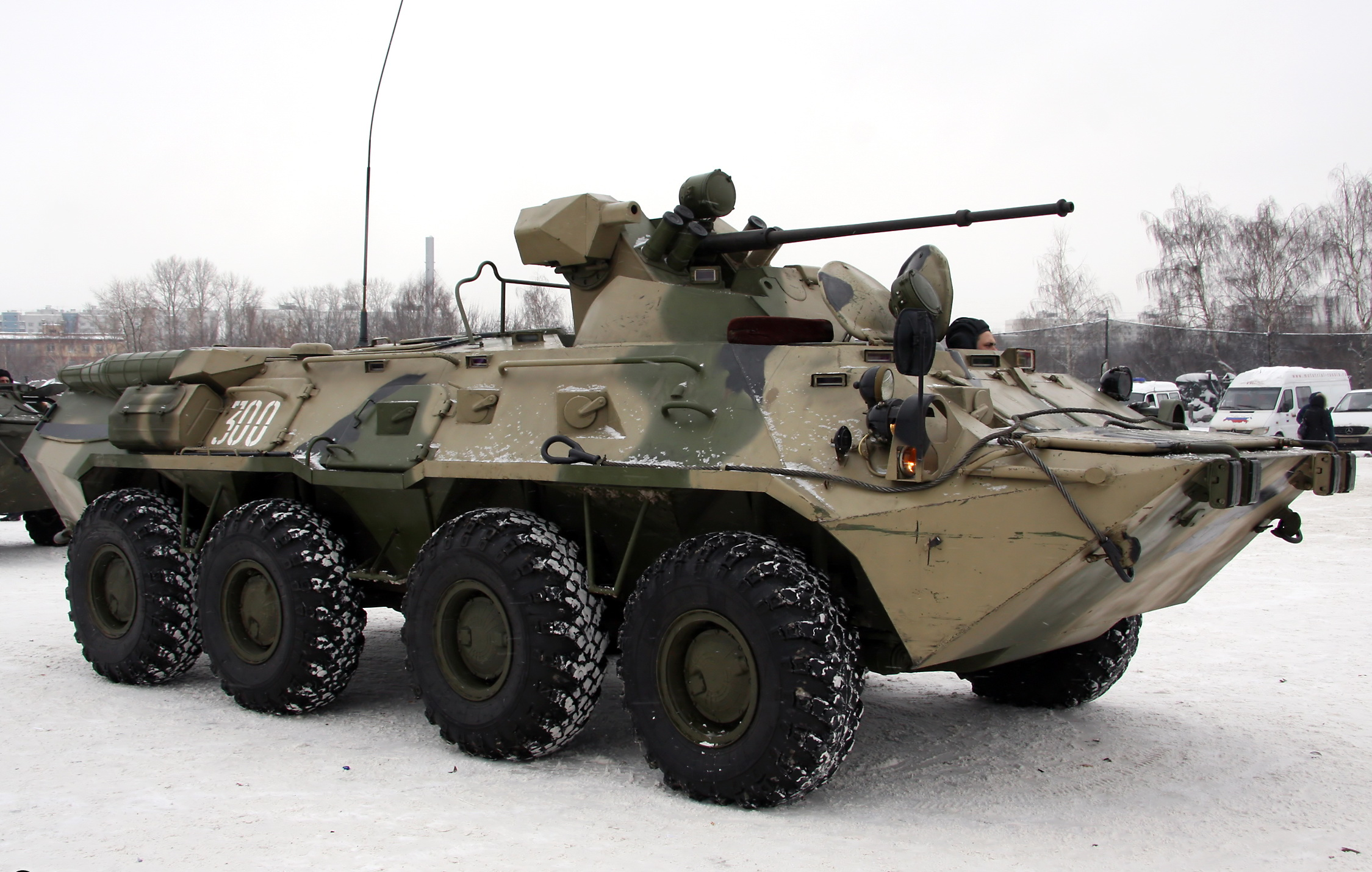
BTR-80A

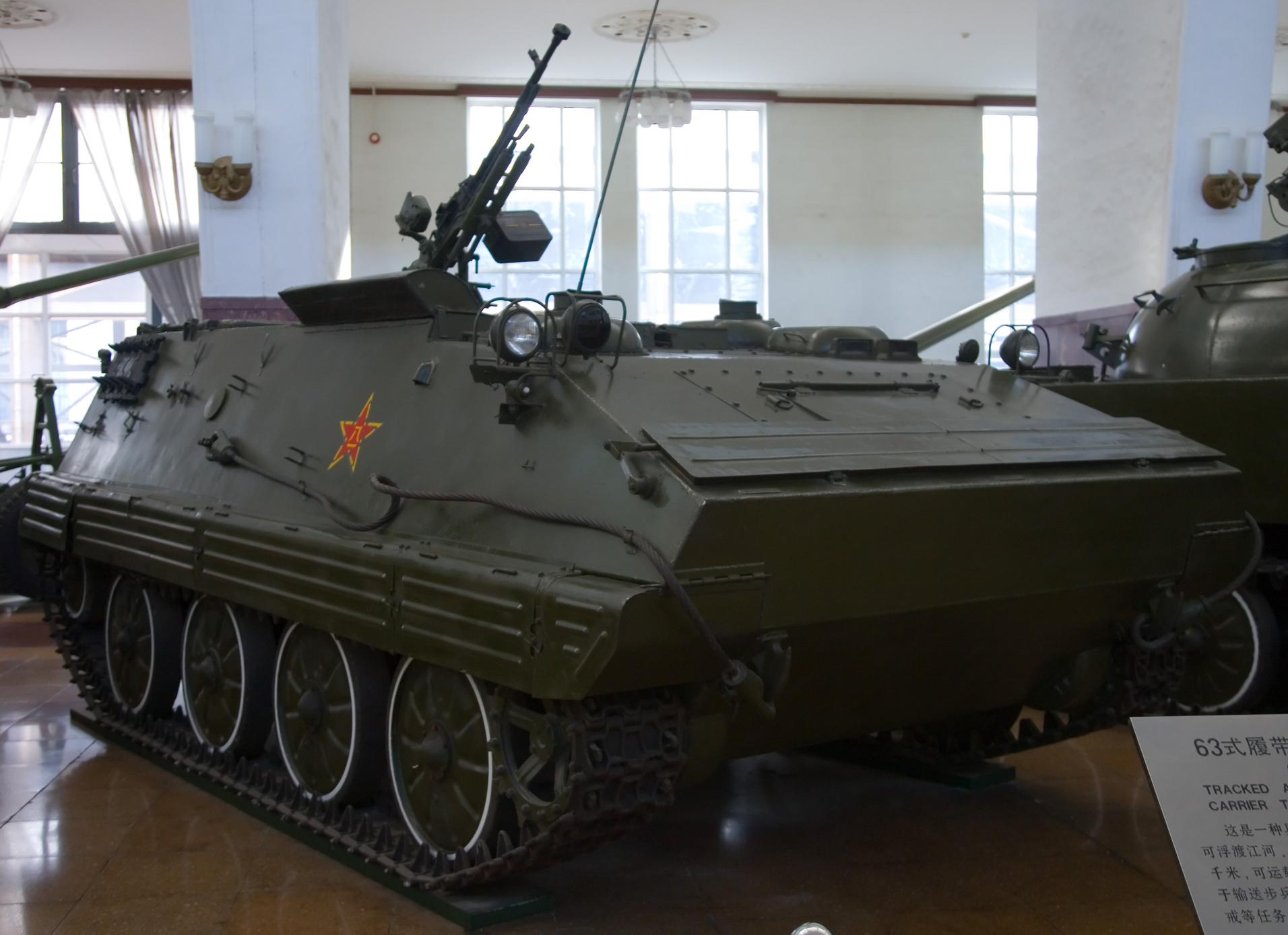
63식 병력 수송 장갑차

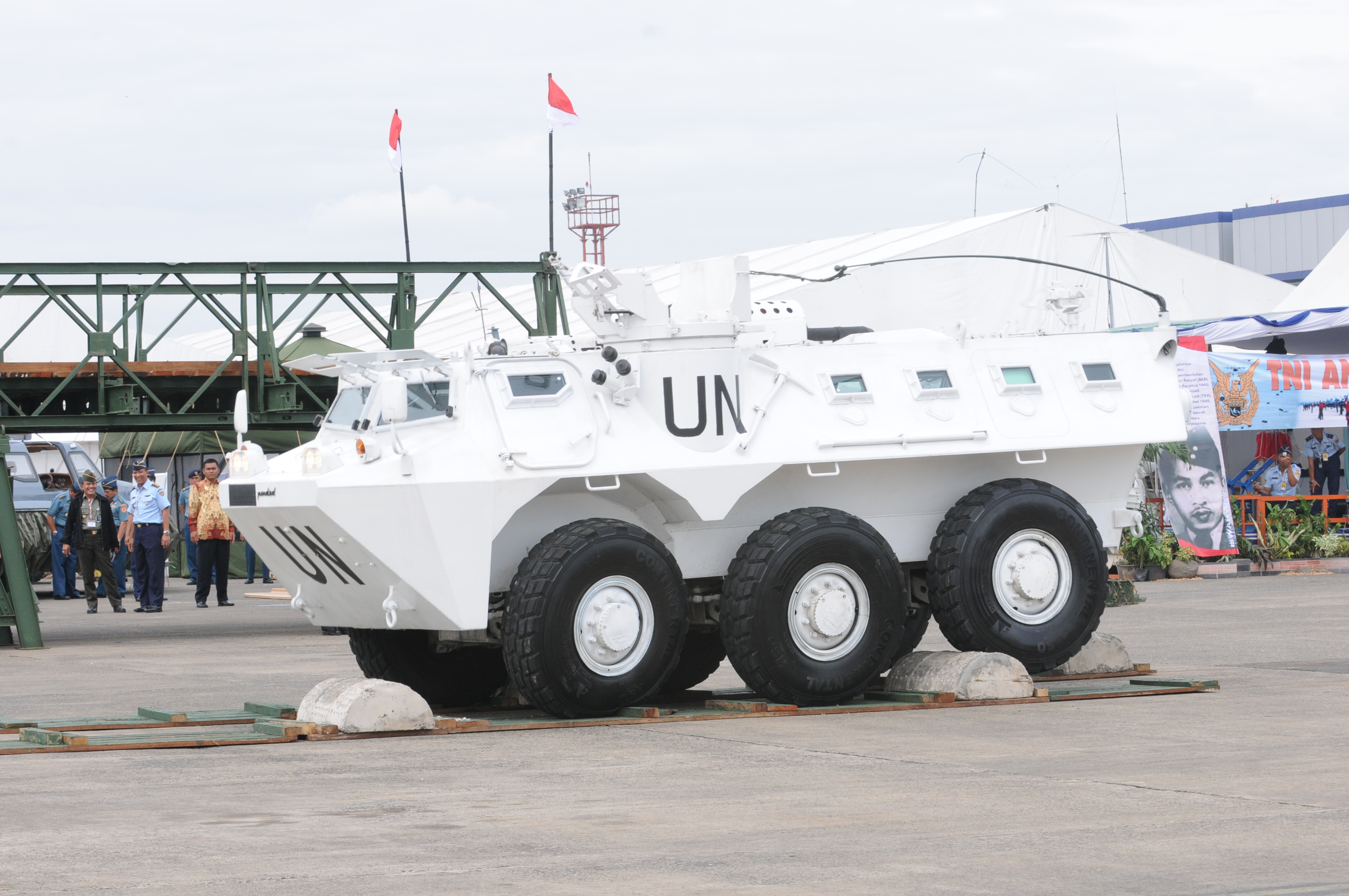
Pindad Panser 인도네시아 - ANOA 6X6 APS UN

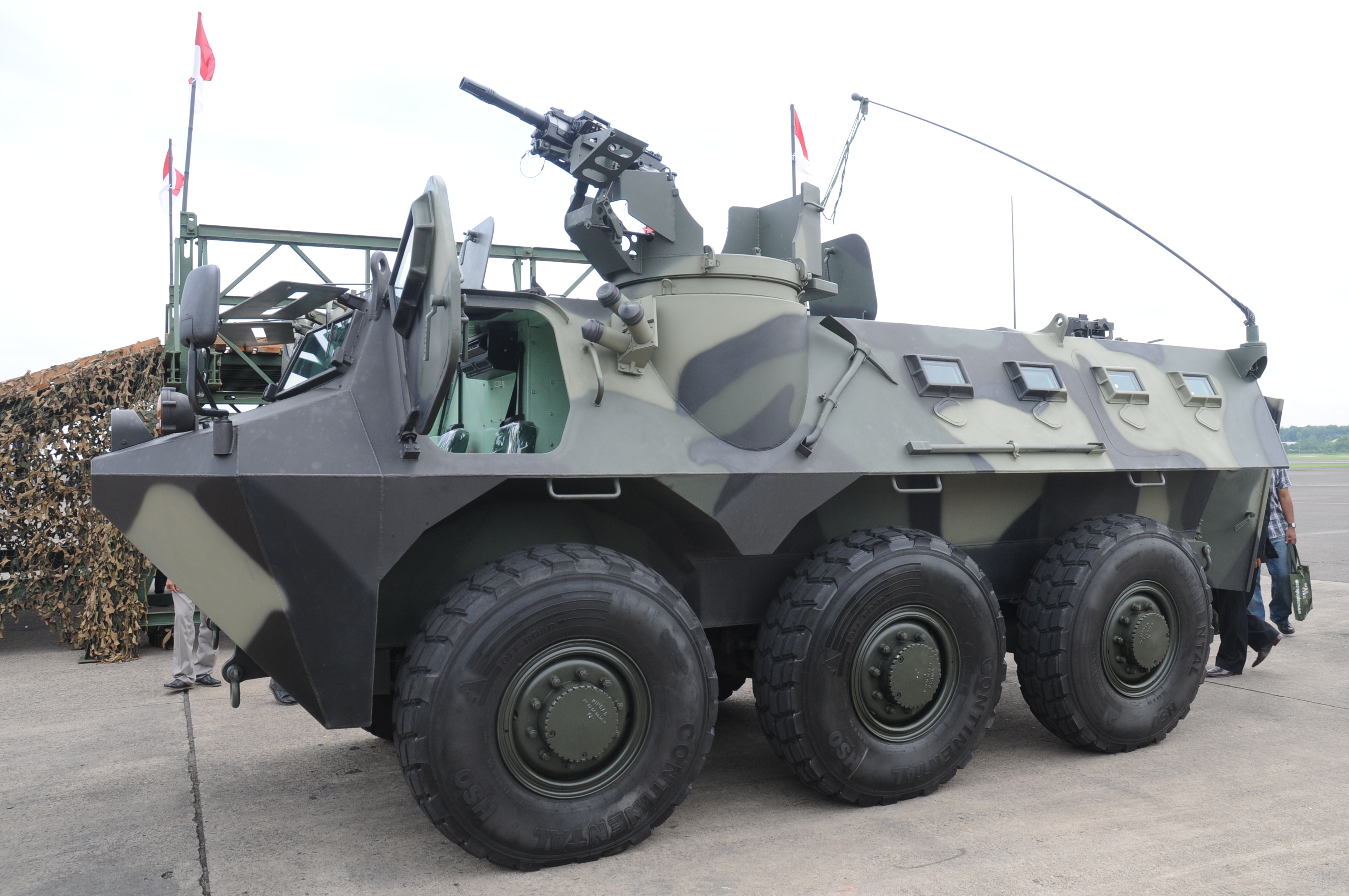
병력 수송 장갑차 인도네시아 Pindad Panser - ANOA 6X6 APS

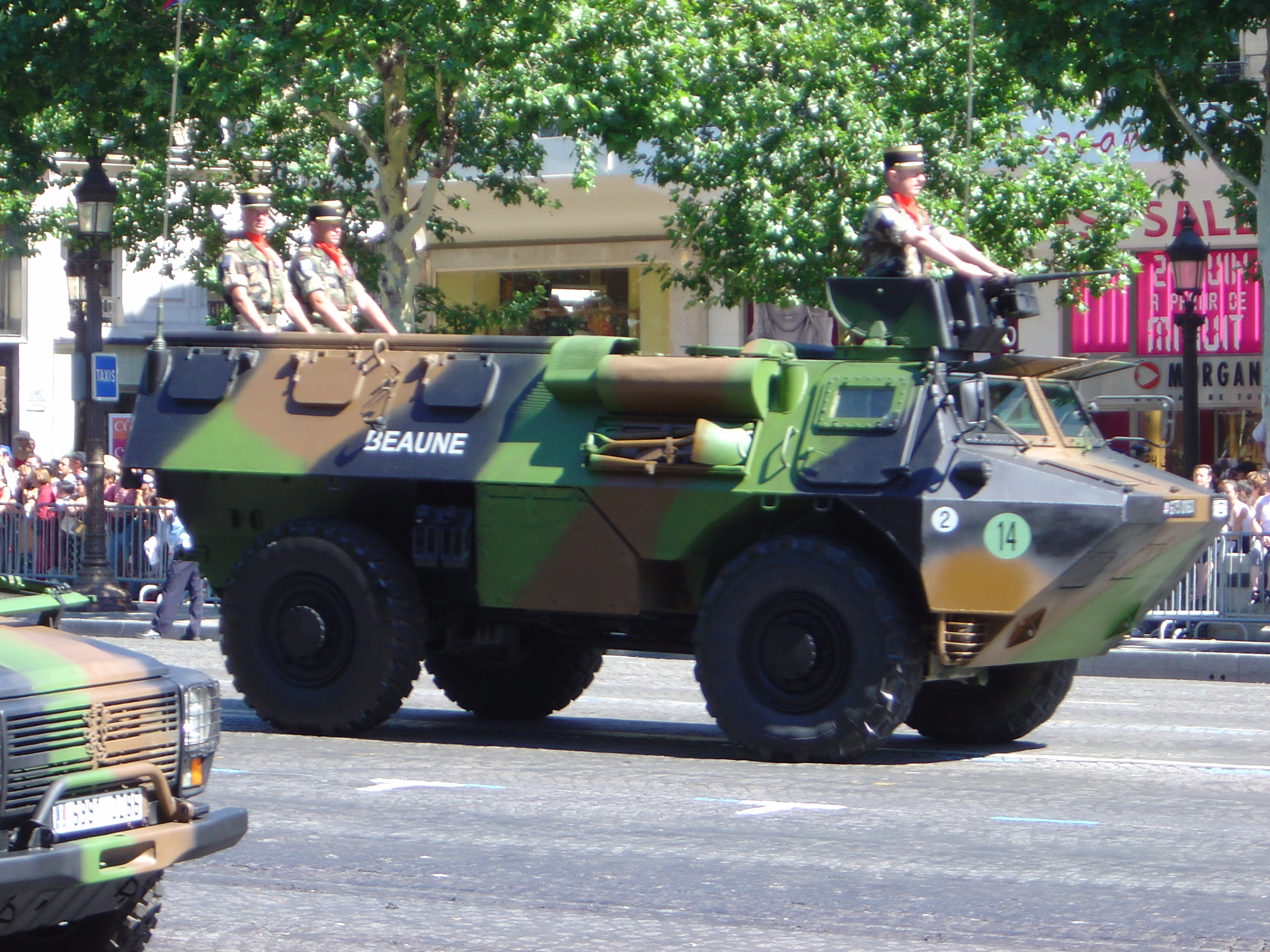
프랑스의 VAB 장갑차(Vehicule de l'Avant Blinde), 가장 보편적인 바퀴식 병력 수송 장갑차

대부분의 APC는 디젤 엔진을 사용한다. 이 디젤 엔진은 보통 대형 트럭이나 도시형 버스에 사용되는 것에 비교된다. APC가 "전장 택시" 또는 "전장 버스"로 병사들에게는 알려져 있곤 하다. 예를 들어 M113의 경우는 제네럴 모터스의 표준 도시형 버스와 똑같은 엔진을 사용했다. 최고 속도로 달리는 M113 한 대가 제네럴 모터스의 도시형 버스가 최고 속도로 달릴때와 비슷한 소음을 발생시킨다. 그렇지만 버스가 30명에서 50명까지 좌석에 앉은 승객을 나를 수 있는 반면, 전형적인 APC는 6명에서 10명까지의 보병을 수송할 수 있다.

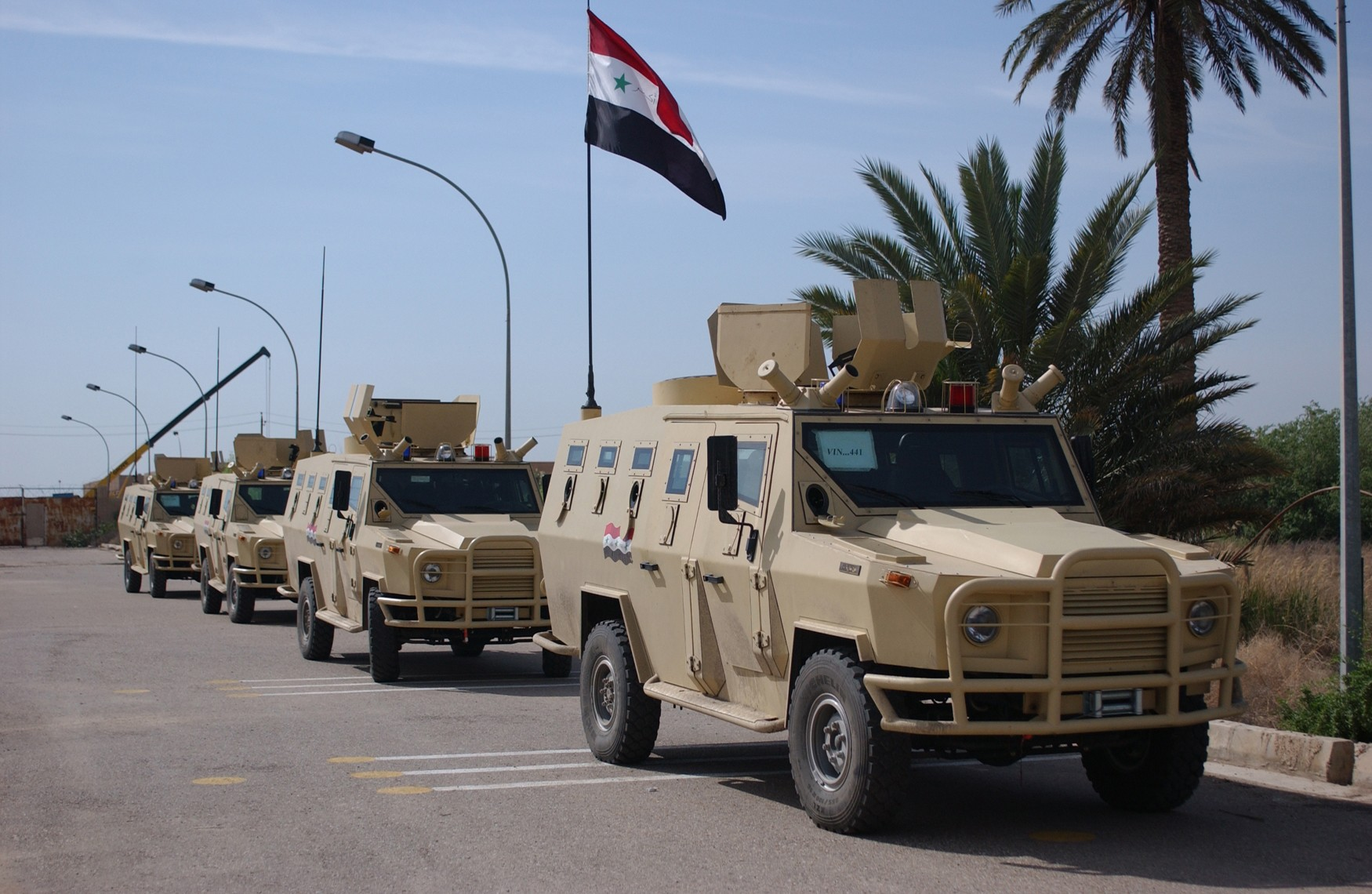
이라크 육군이 사용 중인 폴란드제 드지크-3s 장갑차

대부분의 APC는 수륙양용이다. 궤도식 APC는 물에서 궤도를 이용하며, 바퀴식 장갑차는 별도의 프로펠러나 워터 제트를 사용한다. 수상 속도는 대개 3 ~ 6 km/h이다.
APC의 장갑은 강철이나 알루미늄으로 만들어져 소화기탄이나 대부분의 포탄 파편에 충분한 방호력을 제공한다. 그러나 모든 대전차 무기는 APC의 장갑을 관통할 수 있다.
APC용 무장은 12.7mm 또는 14.5mm 기관총을 사용한다. 차체 상부에 장착되며, 기관총 주변은 소형 포탑이나 방패를 두르는 것이 보통이다. 때로는 자동화된 유탄발사기를 대신 사용하기도 한다.

## 같이 보기
- 현대의 기갑전투차량 목록
- 장갑차
- 보병전투차